# Wadym Tyszczenko
Wadym Mykołajowycz Tyszczenko, ukr. Вадим Миколайович Тищенко, ros. Вадим Николаевич Тищенко, Wadim Nikołajewicz Tiszczenko (ur. 24 marca 1963 w Gródku w obwodzie lwowskim, Ukraińska SRR, zm. 14 grudnia 2015 w Dniepropietrowsku) – ukraiński piłkarz, grający na pozycji pomocnika, reprezentant Związku Radzieckiego, trener piłkarski.

## Kariera piłkarska

### Kariera klubowa
Urodził w obwodzie lwowskim, chociaż ojciec pochodzi z obwodu sumskiego, a matka z Centralnej Ukrainy, dlatego uczył się w Internacie Sportowym we Lwowie. Pierwsze trenerzy - Wołodymyr Danyluk i Fedir Buszański. W 1981 zadebiutował w składzie Nywy Winnica. W sezonie 1984 występował w drużynie rezerwowej Dynamo Kijów, ale już w maju powrócił do Nywy. W 1985 przeszedł do SKA Karpat Lwów. W 1987 został piłkarzem Dnipra Dniepropetrowsk, z którym zdobył wiele sukcesów. Potem wyjechał zagranicę, gdzie bronił barw izraelskiego klubu Hapoel Hajfa, w którym zakończył karierę.

### Kariera reprezentacyjna
W 1987 pierwszy raz został powołany do olimpijskiej reprezentacji ZSRR, z którą zdobył złoty medal Igrzysk w Seulu w 1988, chociaż nie występował w turnieju finałowym przez kontuzję nogi otrzymanej przed turniejem. 29 sierpnia 1987 w meczu towarzyskim ze Jugosławią zadebiutował w radzieckiej kadrze seniorów.

## Kariera trenerska
Od 1996 pracował jako asystent trenera w klubach Dnipro Dniepropetrowsk oraz Krywbas Krzywy Róg. W 1998 oraz w październiku-grudniu 2005 prowadził Dnipro. Potem kontynuował pracę w Dnieprze jako asystent. Latem 2011 objął stanowisko dyrektora sportowego Dnipra.

## Sukcesy i odznaczenia

### Sukcesy klubowe
- mistrz ZSRR: 1988
- wicemistrz ZSRR: 1987, 1989
- brązowy medalista Mistrzostw Ukrainy: 1992
- zdobywca Pucharu ZSRR: 1989
- zdobywca Pucharu Federacji Piłki Nożnej ZSRR: 1989

### Sukcesy reprezentacyjne
- złoty medalista Igrzysk Olimpijskich: 1988

### Sukcesy indywidualne
- wybrany do listy 33 najlepszych piłkarzy ZSRR: Nr 3 - 1987, 1989.

### Odznaczenia
- tytuł Mistrza Sportu ZSRR: 1987
- tytuł Zasłużonego Mistrza Sportu ZSRR: 1989
- Order „Za zasługi” III klasy: 2004[4]